# Deutsches Dichter-Album
Deutsches Dichter-Album ist der Titel einer Gedicht-Anthologie, die von Theodor Fontane 1851 herausgegeben wurde und im Berliner Verlag von Otto Janke mit der Vordatierung auf 1852 erstmals als Buch erschien.

## Entstehung
Theodor Fontane hatte im Oktober 1850 geheiratet, aber zum Jahresende seine Stellung als Lektor im Literarischen Kabinett der preußischen Regierung verloren. Seine Frau Emilie war schwanger; sie gebar dann im August des nächsten Jahres den ersten Sohn des Ehepaares, George. So versuchte der im Jahr 1851 nunmehr Zweiunddreißigjährige, alle Möglichkeiten des Gelderwerbs zu nutzen. In die Wohnung der jungen Eheleute wurden Schüler-Pensionäre aufgenommen; er gab Privatunterricht, bat um staatliche und sogar königliche Zuwendungen und bemühte sich um Stellungen, vorzugsweise um Wiederanstellung im Staatsdienst.
In dieser finanziell sehr angespannten Situation erhielt er das Angebot des Verlegers Otto Janke, eine Gedichtsammlung herauszugeben. Er schrieb dazu am 1. Mai 1851 an seinen Freund Friedrich Witte: „Durch einen hiesigen Buchhändler aufgefordert, geb ich jetzt eine ziemlich umfangreiche Anthologie heraus (30 Bogen). [Das Buch umfaßte schließlich IV + 480 Seiten.] Ende Mai beginnt der Druck. Ich erhalte 150 Taler Honorar.“ Und am 28. Mai 1851 erfährt sein Freund Bernhard von Lepel brieflich von ihm: „Meine Anthologie ist seit heute fertig; hätt ich nur erst die Gelder! Der Kerl soll doch sehr unsicher und ein richtiger Buchhändler i. e. Gauner sein.“ In diesen Worten drückt sich deutlich Fontanes Sorge um die Seriosität und Zahlungsmoral seines Verlegers aus, denn er war auf jede Einnahme angewiesen und musste manchesmal Schulden machen, um finanzielle Engpässe zu überbrücken. Anders als sein spielsüchtiger Vater, der fast das gesamtes Vermögen durchgebracht hat, setzte Fontane sein Leben lang alles daran, Schulden so schnell wie möglich zu begleichen. Am 18. Juni 1851 konnte er seinem Freund Lepel dann erleichtert berichten: „Was den Buchhändler angeht, so hab ich die erste Hälfte der Bezahlung (75 rth.) eingestrichen; er machte durchaus keine Schwierigkeiten.“ Zur zweiten Hälfte der vereinbarten Zahlung sind keine Belege überliefert; spätere Äußerungen Fontanes über den Verleger („Mein alter Freund Otto Janke“) lassen aber vermuten, dass auch diese geleistet wurde.
Zunächst jedoch kam Fontane mit dem Verleger während der Druckvorbereitungen in Konflikt, allerdings auf den Buchinhalt bezogen. Er äußerte sich darüber Witte gegenüber in einem Brief vom 17. August 1851 folgendermaßen: „Ich schreib Ihnen das in einer etwas gedrückten Stimmung, weil ich mich heut vormittag über Buchhändlergesindel mal wieder geärgert habe. Und auf die Réelleté und Honnêteté solcher Bursche ist man angewiesen! Denken Sie sich, schreibt mir dieser Dummkopf von Verleger (Herr Otto Janke), 2 Gedichte von Mörike müßten ‒ unter vielen anderen ‒ aus der Anthologie wegbleiben, sie taugten nichts. Ich hab ihm geantwortet: ‚Mit seiner gütigen Erlaubnis verstünd er von dergleichen nichts‘, aber man ärgert sich doch über solche Unverschämtheit.“ Der Verleger scheint das dann akzeptiert zu haben; es kam zügig zur Drucklegung.
Im Verlag von Otto Janke erschienen 1851 kurz hintereinander zwei Auflagen des Deutschen Dichter-Albums; 1852 folgte eine dritte. Es finden sich dazu folgende Inserate im Börsenblatt für den Deutschen Buchhandel:
- Jg. 1851 Nr. 98, 11. Nov., S. 1371  Erschienene Neuigkeiten des Deutschen Buchhandels.  Janke in Berlin. 7442. Fontane, Th., deutsches Dichter-Album. 16.1852. In engl. Einb. m. Goldschn. 2 [Thaler].
- Jg. 1851 Nr. 109, 19. Dez., S. 1603  Fertige Bücher u. s. w. (10666.) Neuer Verlagsbericht von Otto Janke in Berlin. […] Th. Fontane, Deutsches Dichter-Album. 31 Bogen. In Cotta’schem Miniat.-Format, geb. in Cambric mit Rücken und Deckelvergoldung, sowie Goldschn. 2 [Thaler].
- Jg. 1852, Nr. 126, 1. Dez., S. 1821 Erschienene Neuigkeiten des Deutschen Buchhandels.  Janke in Berlin. 8839. Fontane, Th., deutsches Dichter-Album. 3. Aufl., 16, 1853. In engl. Einb. m. Goldschn. * 1⅓ [Thaler].
- Jg. 1852 Nr. 131, 13. Dez., S. 1903  Fertige Bücher u. s. w.  (11687.) Neuer Verlag von Otto Janke in Berlin. Versandt wurde bereits: […]Fontane, Dichter-Album. Dritte veränderte Ausgabe. 31 Bogen. Miniatur-Format. Eleg. geb. mit Goldschnitt [etc.] 1⅓ Taler ord., 1 Thaler netto. (Bei Partien 3 für 2 [Thaler] baar und 7/6 für 4 [Thaler] baar.)

Da diese Anzeigen aus dem Dezember 1851 bzw. 1852 stammen, lässt sich annehmen, dass der Verleger mit dem Album vor allem auf das Weihnachtsgeschäft abzielte. Dies scheint 1851 gut gelaufen zu sein, 1852 wohl eher nicht, denn Janke veröffentlichte keine vierte Auflage, scheint vielmehr die dritte schon nicht mehr in Gänze verkauft zu haben (s. u.).
Die in der Annonce vom 13. Dezember 1852 angedeuteten Veränderungen der dritten Ausgabe sind mangels Buchexemplaren von der Forschung bisher nicht erfasst. Bis heute geht man von inhaltlichen Veränderungen erst ab der 4. Auflage aus. Dieser erst 1857 erschienenen 4. Auflage vorangegangen war 1854 folgende Anzeige im Börsenblatt für den Deutschen Buchhandel:
- Jg. 1854 Nr. 141, 10. Nov., S. 1936  Geschäftliche Einrichtungen und Veränderungen.  [13803] Aus dem Verlage des Herrn Otto Janke hier ist mit allen Rechten an mich übergegangen: Deutsches Dichter-Album. Herausgegeben von Theodor Fontane. Ladenpreis 1 Thl. 10 Sgr. Indem ich um Ihre thätige Verwendung bitte, bin ich bereit, die Exempl., höchst sauber in Goldschnitt u. Vign. gebunden, mit 50 % abzulassen, u. gebe auf 5 ein Freiexemplar. Berlin, im Oktober 1854. J. Bachmann. (Vide Wahlzettel Nr. 2471.)

Die Gründe für den Verlagswechsel sind nicht bekannt. Offensichtlich hatte Jahnke aber noch eine größere Anzahl unverkaufter Exemplare des „Deutschen Dichteralbums“ vorrätig, und der neue Rechteinhaber versuchte diese zu herabgesetztem Preis abzusetzen. Fontane wird davon wohl nicht sofort erfahren haben, denn es gibt keine überlieferten Äußerungen von ihm dazu. Ab 10. September 1855 weilte er als Korrespondent und später Botschaftsmitarbeiter in London.
In Fontanes Londoner Tagebuch 1857 findet sich folgende Eintragung: „Sonnabend d. 24. [Januar 1857, London …] Packet angekommen mit Bleistiftzeichnungen von George, viel und schönem Pfefferkuchen, den Ellora-Geschenken […] einem Briefe des Herrn Bachmann in Betreff einer 2ten Auflage meines Albums und ähnlichen guten Dingen mehr […]“ Fontane schrieb daraufhin am 25. Januar 1857 an „Herrn Buchhändler Bachmann“ und bekam am 21. Februar Rückantwort. Offenbar war ihm die Angelegenheit (Einzelheiten sind nicht überliefert) wichtig, denn schon zwei Tage später sendete er den nächsten Brief. Bei einem Berlin-Aufenthalt im Frühjahr traf er am 10. April „Bachmann’s Associé“, dieser „lenkt wieder ein“, was darauf hindeutet, dass die Forderungen von Herausgeber und Verleger auseinandergingen. Nach seiner Rückkehr erhielt er in London am 18. Mai „Correcturbogen u. Brief von Bachmann“. In den nächsten Wochen ging Post zwischen Fontane und Bachmann hin- und her, wohl den veränderten Inhalt des „Deutschen Dichter-Albums“ betreffend. Am 13. August 1857 schickte Fontane den Entwurf der Vorrede zur geplanten 4., geänderten Auflage an den Verleger, allerdings mit der Bitte, diese noch einigen Rütli-Mitgliedern zuzuleiten, von denen er sich Hinweise für Verbesserungen erhoffte. Seine Interessen gegenüber dem Verleger in Berlin ließ er durch seinen Vertrauten Wilhelm von Merckel vertreten.
Schließlich wurde die Neuauflage des „Dichteralbums“ im Börsenblatt für den Deutschen Buchhandel angekündigt:
- Jg. 1857 Nr. 135, 2. Nov., S. 2125   Erschienene Neuigkeiten des Deutschen Buchhandels.  Bachmann in Berlin. 7640. Dichter-Album, deutsches. Hrsg. v. Th. Fontane. 4. Aufl. 16. 1858. In engl. Einb. m Goldschn. * 1⅔ [Thaler].

Und bereits am 27. November 1857 konnte Fontane in sein Londoner Tagebuch eintragen: „Bachmann hat gezahlt.“
Nach diesem Zeitpunkt sind Dokumente, in denen das „Deutsche Dichter-Album“ erwähnt wird, nicht überliefert. Mit Sicherheit gab der Verlag von J. Bachmann 1862 noch eine 5. Auflage heraus, deren Scan des Originals, das offensichtlich der Bibliothek der Stanford-Universität (Kalifornien, USA) entstammt, im Internet veröffentlicht ist.
Und im Jahre 2004 berichtet Peter Schaefer in den Fontane-Blättern über eine Neuerwerbung des Theodor-Fontane-Archivs: ein Exemplar der (undatierten) 6. Auflage des „Deutschen Dichter-Albums“ aus dem Verlag von J. Bachmann. Dass Fontane von der 5. und 6. Auflage seines Albums noch Kenntnis bekam, ist bislang nicht nachweisbar.

## Inhaltliches

### Vorwort zur 1. Auflage
Fontane erläutert darin zunächst die von ihm angelegte Stoffgliederung, äußert sich dann zum Inhalt und schreibt u. a.: 

„Die Auswahl beginnt mit dem Jahre 1813. Der gerechtfertigte Wunsch, neben anerkannt Trefflichem der frühern Dezennien auch vor allem das hervorragende Neue und Neuste zu bringen, mag es entschuldigen, wenn den jüngsten Kräften und Erscheinungen unserer Literatur mehr Feld eingeräumt worden ist, als ihnen verhältnismäßig gebühren mochte.“

### Inhalt der 1. und 2. Auflage (3. Auflage unklar)
Das Album beinhaltet drei Abschnitte, bezeichnet als 1., 2. und 3. Buch, mit verschiedenen Dichtungen von 59 Autoren, darunter auch 7 eigenen Gedichten:
- Der alte Derffling
- Der alte Dessauer
- Der alte Zieten
- Seidlitz
- Der Wettersee
- Schloß Eger
- Der Tower-Brand

Unter den heute noch bekannten Dichtern sind im Album u. a. vertreten:
- Ernst Moritz Arndt
- Adelbert v. Chamisso
- Joseph v. Eichendorff
- Ferdinand Freiligrath
- Heinrich Heine
- Theodor Körner
- Eduard Mörike
- Friedrich Rückert
- Theodor Storm

Fontane zögerte nicht, auch einigen Mitstreitern aus dem literarischen Sonntagsverein Tunnel über der Spree in seinem Album Platz zu geben. So erscheinen hier auch Dichtungen von:
- Friedrich Eggers
- Paul Heyse (der spätere Literatur-Nobelpreisträger von 1910)
- George Hesekiel
- August Kopisch
- Franz Kugler
- Bernhard v. Lepel
- Wilhelm v. Merckel
- Heinrich v. Mühler
- Christian Friedrich Scherenberg

### Vorwort zur 4. Auflage
Dieses beschäftigt Fontane intensiver, denn er schickte seinen Entwurf dafür vorher an die Kameraden des „Rütli“, seines kleinen Berliner Künstlerzirkels, und bat um deren Meinung. Er schrieb dazu am 16. August 1857 an Friedrich Eggers aus London: 

„An den Buchhändler Bachmann hab’ ich vor einigen Tagen ein Ding geschickt, das sich Vorrede nennt, aber auf jeden andern Namen ebenso gut hören würde. Ich hatte so recht das Gefühl: ‚Na, etwas muß doch am Ende gesagt werden, und es ist ziemlich gleichgültig was.‘ Eigentlich sollt’ ich mich so ausdrücken: ‚Es schadet nichts, wenn in einer Vorrede gar nichts steht; sie muß nur Fläche haben, aber um Gottes willen keine Tiefe.‘ Nun bin ich zwar darüber ganz beruhigt und weiß, daß in meiner Vorrede kein Maikäfer ertrinken wird, aber das Schlimme ist, daß sie an ein paar Stellen so tut, als sei es was mit ihr. Dies ist vielleicht lächerlicher, als gestattet werden kann, und ich bitte deshalb den Rütli freundlichst, mir seine Meinung über das Machwerk zu sagen.“

 Das Vorwort enthielt dann folgende Erläuterungen für das Lesepublikum: 

„Den Inhalt hab’ ich im ersten Abschnitt durch einige Lieder von Klaus Groth, Friedrich Eggers, Otto Roquette und Hermann Lingg, im dritten Abschnitt (unter Weglassung der Auszüge aus größeren epischen Dichtungen) durch einzelne Romanzen von Heinrich Heine und Paul Heyse sowie durch die schönen Terzinen vom Grafen von Strachwitz zu erweitern gesucht. Das Fortlassen jener Auszüge[…] bedarf schwerlich einer Entschuldigung […] Die Aufnahme der plattdeutschen Sachen mag einzelnem Widerspruch begegnen. Derselbe ist nicht ohne Berechtigung. Die Stellung indes, die ich den Liedern von Groth und Eggers mitten unter den hochdeutschen Dichtungen gegeben habe, tut zur Genüge dar, daß es nicht meine Absicht gewesen ist, das Plattdeutsche dieser Lieder besonders zu betonen, und daß ich sie lediglich als gute lyrische Gedichte gebracht habe, unbekümmert um ihren Dialekt[.]“

### Inhalt der 4. bis 6. Auflage
Das Album umfasst dichterische Werke von 56 Autoren. Ausgeschieden sind:
- Moritz Hartmann
- Franz v. Gaudy
- Gottfried Kinkel
- Alfred Meißner
- Oscar v. Redwitz

Neu aufgenommen wurden:
- Klaus Groth
- Hermann Lingg
- Otto Roquette

wobei die zwei Erstgenannten sowie Friedrich Eggers nun auch das Plattdeutsche in das Album einbrachten. ‒ Auch einige Dichtungen verbliebener Autoren wurden ausgeschieden bzw. neu aufgenommen. Und Fontane hat bei seinen eigenen Dichtungen anstelle von Der Wettersee die Ballade Archibald Douglas eingefügt.

## Ausgaben
1. Auflage, erschienen 1851, auf 1852 vordatiert, im Verlag von Otto Janke, Berlin
2. „unveränderte“ Auflage, erschienen 1851, auf 1852 vordatiert, im Verlag von Otto Janke, Berlin
3. Auflage, „veränderte Ausgabe“[?], erschienen 1852, im Verlag von Otto Janke, Berlin
4. „vermehrte“ Auflage, erschienen 1857, im Verlag von J. Bachmann, Berlin
5. „vermehrte“ Auflage, erschienen 1862, im Verlag von J. Bachmann, Berlin
6. „vermehrte“ Auflage, undatiert, im Verlag von J. Bachmann, Berlin

## Rezeption
Joachim Krueger resümiert in seiner Werkanalyse: 

„Fontane hat […] das, was ihm im eigenen Schaffen nicht so recht oder nur selten gelingen wollte, das Lied, das eigentlich lyrische Gedicht, in seiner Anthologie zum beherrschenden Element werden lassen. Das Album beweist mithin, daß ‒ um Formulierungen aus dem Brief Fontanes an Storm vom 22. Mai 1868 zu gebrauchen ‒ die ‚Geschmacksbedürfnisse des Geniessenden‘ mit den ‚Begabungen des Produzierenden‘ nicht völlig übereinstimmten. Die eigene Stärke und spezifische Begabung klar erkennend, hatte Fontane daher, als die vierte Auflage des Dichteralbums erschien, längst die Hinwendung zur Ballade vollzogen.“